# Captain Beefheart
Don Van Vliet, nacido como Don Glen Vliet y conocido como Captain Beefheart (Glendale, California; 15 de enero de 1941-Arcata, California; 17 de diciembre de 2010) fue un músico de rock y pintor estadounidense.
Su trabajo musical lo realizó acompañado por una banda llamada The Magic Band, que estuvo activa desde mediados de los 60 hasta principios de los 80. Van Vliet principalmente dirigía la banda y tocaba la armónica y, ocasionalmente, el saxofón y el teclado, de manera amateur e influenciado por el free-jazz. Sus composiciones se caracterizaban por extraños cambios de tiempo, ritmos cambiantes, disonancias y letras surrealistas. Van Vliet se caracterizó por el trato casi dictatorial con el que trató a sus músicos y por su enigmática relación con el público.
Captain Beefheart se unió a la recién formada Magic Band en 1965, de la que rápidamente se hizo líder. Sus primeras referencias musicales giran en torno al blues y al rock, pero poco a poco, renombrados como Captain Beefheart & His Magic Band, adoptan una aproximación más experimental. En 1969 aparece su disco más conocido y a la vez más aclamado por la crítica, Trout Mask Replica, producido por Frank Zappa y que es actualmente reconocido como una obra maestra rupturista e influyente en el devenir de la música rock contemporánea Van Vliet publicó varios álbumes más a lo largo de la década de 1970, pero su grupo sufrió varios cambios de formación y tuvo poco reconocimiento comercial. Hacia el final de la década, Van Vliet se establece con un nuevo grupo de jóvenes músicos, publicando sus tres últimos discos entre 1978 y 1982, los cuales recibieron una valoración muy positiva casi unánime por parte de la crítica musical. El legado de Van Vliet es de un pobre saldo comercial, a pesar de que cuenta con devotos seguidores. Sin embargo, su influencia en la posterior música punk y new wave y otros géneros ha sido descrita como "incalculable".
Desde el fin de su carrera musical (alrededor de 1982), Van Vliet realizó algunas apariciones en público, prefiriendo una vida tranquila en su casa en el desierto de Mojave (California), concentrándose en su faceta de pintor. Su interés por el arte se remonta a su infancia, en la que mostró talento para la escultura, y su trabajo, que se ha descrito como "neo-primitivo-abstracto-expresionista", ha recibido reconocimiento internacional. En 2003, algunos antiguos miembros de The Magic Band reformaron el grupo, con el que grabaron discos y realizaron una gira desde 2003 y hasta 2006.

## Carrera musical
Hasta la aparición de la Magic Band, Van Vliet trabajó con bandas locales como The Omens y The Blackouts. A comienzos de 1965, contacta a Alex Snouffer, guitarrista de R&B y blues. Juntos, forman la primera Magic Band, cambiando entonces sus nombres a Van Vliet (antes Don Glenn Vliet) y Alex St. Claire, respectivamente. La primera formación se completó con Doug Moon (guitarra), Jerry Handley (bajo) y Vic Mortenson (batería), este último pronto reemplazado por Paul Blakely.
Ya como Captain Beefheart and His Magic Band fichan con la discográfica A&M, editando dos sencillos en 1966, "Diddy Wah Diddy" (una versión de Bo Diddley) y "Moonchild" (escrita por Davis Gates). Las dos canciones fueron éxitos dentro de la escena local de Los Ángeles. La banda comienza a tocar en eventos underground como el "Avalon Ballroom" de San Francisco, entre otros.
Durante 1966 envían a A&M las maquetas del que acabaría siendo su primer LP: Safe as Milk. Jerry Moss (la "M" de A&M) les escribe diciéndoles que la nueva dirección que han tomado es "muy negativa", acabando fuera del sello. Pero a finales de 1966 firman para Buddah Records, uniéndose John French como baterista, hasta su alejamiento en 1971. Más tarde regresó al grupo durante el periodo 1975-1977 y luego en 1980, estando presente en la última formación. French fue un pilar fundamental de la banda, ya que tuvo la paciencia necesaria para ser capaz de transmitir al resto del grupo las visiones musicales de Van Vliet (a veces, incluso silbando o aporreando el piano). Durante su ausencia, este papel clave lo jugó Bill Harkleroad.
El material de Safe as Milk necesitaba mucho trabajo, uniéndose en su ayuda un joven veinteañero llamado Ry Cooder. Comenzaron a grabarlo en la primavera de 1967, con Richard Perry como productor (fue su primera producción). El disco fue finalmente publicado en septiembre de ese año, abandonando Ry Cooder el grupo poco después.
En agosto, la banda reclutó al guitarrista Jeff Cotton. La formación Snouffer/Cotton/Handley/French empezó a grabar el segundo álbum alrededor de noviembre. En un principio iba a tratarse de un doble LP llamado It Comes to You in a Plain Brown Wrapper, con uno de los discos grabado en directo (en concierto o en el estudio). Finalmente apareció como Strictly Personal en octubre de 1968, producido por Bob Krasnow, dueño de Blue Thumb Records. Después de que el disco fuese publicado, Van Vliet, en entrevistas, construyó el mito de que Krasnow había remezclado las grabaciones sin el conocimiento del grupo, arruinándolo al añadirle efectos psicodélicos, como grabaciones al revés. De hecho, fue una práctica habitual por parte de Van Vliet para salir adelante de las críticas negativas que pudiesen hacerle a sus discos. No obstante, el mito persistió, como puede comprobarse en la biografía de la "All Music Guide" de Jason Ankeny. Además comenzó a crear otros mitos alrededor de él, por ejemplo, diciendo en otra entrevista que después de no dormir durante un año, soñó, durante 24 horas seguidas, con todo el material de Strictly Personal. Las maquetas de dos temas del disco, junto con dos otras canciones fueron editadas en 1971 por Buddah, bajo el título de Mirror Man. En la carpeta apareció que el material había sido grabado en una noche de 1965 en Los Ángeles. Todo fue una estratagema para burlar las leyes de derecho de autor. De hecho, las grabaciones datan probablemente del verano de 1967.

### Trout Mask Replica
El álbum que, para muchos, es la obra maestra de Van Vliet, Trout Mask Replica, fue editado en noviembre de 1969 en Straight Records, sello recién creado por Frank Zappa. Para este disco, la Magic Band incluyó a Bill Harkleroad como guitarrista y a Mark Boston como bajista. Van Vliet comenzó a asignar apodos a los miembros de la banda, así Harkleroad es conocido como "Zoot Horn Rollo" y Boston como "Rockette Morton", mientras John French pasó a ser "Drumbo" y Jeff Cotton "Antennae Jimmy Semens". El grupo estuvo trabajando durante ocho meses en las composiciones de Van Vliet, viviendo en comuna en unas condiciones que el baterista John French describió como "sectarias" ("cult-like"). De acuerdo con Van Vliet, las 28 canciones del disco fueron escritas en tres semanas, pero llevó ocho meses para la banda el moldear las canciones y darles la forma definitiva. Como era habitual mientras estuvo en la banda, John French jugó un papel fundamental a la hora de ayudar a Van Vliet a transmitir al resto del grupo cómo quería que sonasen las canciones. Cuando los músicos no rendían como Van Vliet les exigía, se dedicaba a machacarles psicológicamente durante todo el tiempo que él consideraba necesario (desde horas hasta varios días). De hecho, se llegó a rumorear que el guitarrista Bill Harkleroad casi muere durante la grabación.
Las 28 canciones de Trout Mask Replica beben del blues, Bo Diddley, free-jazz y de viejas canciones de marineros, pero la forma de interpretarlas funde la música en un todo iconoclasta de extraños años activos, guitarras slide atonales, ritmos de batería truncados y toques de saxofón y clarinete bajo. El rango vocal de Van Vliet le permitió interpretar blues de voz cavernosa, falsetes histéricos o divagaciones lacónicas. Las letras a menudo son impenetrables y sinsentido, pero un análisis más profundo revela un complejo y poético uso de los juegos de palabras, las metáforas y toda clase de referencias a Steve Reich, a la historia musical, a la política estadounidense e internacional, al Holocausto Judío, al amor y a la sexualidad, a la música góspel, al conformismo, entre otros asuntos.
Aunque el álbum se registró en vivo, Van Vliet grabó muchas voces aislado del resto de la banda en una habitación diferente, de manera que la sincronización entre éste y el grupo fue solo parcial, ya que Van Vliet se guio por el leve sonido que le llegaba a través de la ventana del estudio.
Van Vliet continuó propagando falsos mitos en torno a sus álbumes. En lo que concierne a Trout Mask Replica, fue particularmente en una entrevista con Langdon Winner que apareció en la revista Rolling Stone en 1970. Sus afirmaciones han sido posteriormente transmitidas como si fuesen hechos reales. En la citada entrevista, por ejemplo, afirmó que ni él ni los músicos de la Magic Band habían tomado drogas durante la grabación, cosa que Bill Harkleroad desmintió. Van Vliet también afirmó tener que enseñar a Harkleroad y Mark Boston desde cero cuando, de hecho, ambos eran consumados músicos antes de unirse a la banda.
El crítico musical Steve Huey escribió que la influencia del álbum fue muy relevante, más que como inspiración directa, en el sentido en que enseñó a generaciones posteriores, particularmente en la época del punk y la new wave, lo que era posible llegar a hacer dentro de un contexto rock, allanando así el camino para futuros experimentos musicales. Su influencia puede percibirse en grupos como Public Image Ltd., Pere Ubu, Butthole Surfers o The Birthday Party. Por otro lado, Matt Groening ha escrito que su primera reacción ante Trout Mask Replica fue que el disco era una horrible cacofonía descuidada, pero que luego de volver a oírlo varias veces se dio cuenta de que era el mejor álbum que había escuchado jamás, y lo considera su favorito. Asimismo, Trout Mask Replica fue situado en el número 25 de una lista de "los 200 mejores discos del siglo XX" por la revista española Rockdelux y en el puesto número 58 de la lista de "Los 500 mejores álbumes de todos los tiempos" de la revista Rolling Stone.

### Música posterior aTrout Mask Replica
Lick My Decals Off, Baby (1970) continúa en un camino experimental similar a Trout Mask Replica. Para este LP se incorporó Art Trip III a la banda, proveniente de Mothers of Invention, tocando la batería y la marimba. Decals fue la primera grabación en la que la banda apareció acreditada como The Magic Band y no His Magic Band. El periodista Irwin Chusid interpreta este cambio como una concesión a regañadientes del Captain Beefheart a sus miembros al considerarlos como entes semiautónomos.
Los dos siguientes discos, The Spotlight Kid (acreditado solo a nombre de "Captain Beefheart") y Clear Spot (acreditado a "Captain Beefheart and The Magic Band"), ambos de 1972, fueron mucho más "convencionales". En 1974, inmediatamente posterior a la grabación de Unconditionally Guaranteed, la Magic Band, formada entonces por John French, Art Trip III, Bill Hackleroad y Mark Boston, decide no seguir trabajando con Van Vliet, que era para todos un severo líder, formando el grupo Mallard. Van Vliet formó rápidamente una nueva Magic Band, más insustancial, con un sonido más mainstream (comercial) y que fue conocida (entre los fanes descontentos) como "The Tragic Band" ("La Banda Trágica"). Unconditionally Guaranteed y el siguiente álbum, Bluejeans & Moondreams (1974), tenían un sonido cercano al soft-rock, completamente diferente a cualquier grabación anterior de Beefheart, por lo que no fueron bien recibidos por la crítica.
La amistad entre Zappa y Van Vliet a lo largo de los años estuvo siempre unida a una rivalidad profesional (Zappa llegó a llamar "gilipollas" a Beefheart, un año después de su colaboración en el disco Bongo Fury), tanto entre ellos dos como entre sus respectivas bandas. Su colaboración, que comenzó con la grabación del álbum Hot Rats (1969) de Zappa (que constaba de seis piezas instrumentales, en una de las cuales Beefheart puso su voz), continuó en 1975, con la grabación de Bongo Fury y terminó con la aparición en Zoot Allures. Otras colaboraciones pueden rastrearse en los recopilatorios de rarezas de Frank Zappa The Lost Episodes (Rikodisc, 1996) y Mystery Disc (Rikodisc, 1996).
De 1975 a 1977, Van Vliet no publicó nuevo material, aunque si grabó en 1976 una primera versión del álbum Bat Chain Puller, que no llegó a editarse. En 1978 formó una nueva Magic Band, con Richard Redus, Jeff Moris Tepper, Bruce Fowler, Eric Drew Feldman y Robert Williams. Estos venían de una generación de músicos más joven que la de Van Vliet, pero se mostraron entusiastas de tocar con él, amoldándose a la perfección a la música de Beefheart. En algunos casos, ya habían sido fans de Van Vliet desde hacía años, y aprendieron su música escuchando sus discos antes de empezar a trabajar bajo sus órdenes.
Shiny Beast (Bat Chain Puller) (1978) fue recibido por la mayor parte de la crítica y fans como un retorno a la vía experimental e innovadora de sus anteriores grabaciones. Doc at The Radar Station (1980) apoyaba la sensación de estar frente a una de las etapas más creativas de su carrera musical. En este periodo, Van Vliet hizo algunas apariciones en el programa de entrevistas nocturno de David Latterman. La última grabación de Van Vliet, Ice Cream for Crow (1982), fue junto a Gary Lucas (quien en esos momentos también era su mánager), Jeff Moris Tepper, Richard Snyder y Cliff Martínez como los nuevos integrantes de la Magic Band. Con esta formación también grabó el vídeo musical de la canción homónima, que fue rechazado por la cadena musical MTV. Poco después, Van Vliet abandonó la música e inició una nueva carrera como pintor.

## Van Vliet, pintura y muerte
Al final de su vida, Van Vliet vivió en el norte de California y se dedicó por entero a la pintura, (hasta el punto de afirmar que podía ganarse la vida mejor que como músico) hasta el 17 de diciembre de 2010, cuando murió a causa de complicaciones de esclerosis múltiple en un hospital en California a los 69 años.
En un principio, recibió algunas críticas por parecer un "músico de rock metido a artista para aumentar su ego". No obstante, a lo largo de los años su trabajo fue recibiendo críticas positivas y una mayor atención. Su pintura, como su música, se caracterizó por ser innovadora y extrema, alcanzando algunas de sus obras elevados precios en el mercado del arte, y fue comparado con Pablo Picasso o Franz Kline. Gordon Veneklasen, director de la "Michael Werner Gallery" (Nueva York), describió a van Vliet como "un increíble pintor", mientras que el crítico de arte John Rogers lo describió como "uno de los artistas abstracto-expresionistas más renovadores en todo el mundo".

## Discografía

### Álbumes de estudio
- Safe as Milk (1967)
- Strictly Personal (1968)
- Trout Mask Replica (1969)
- Lick My Decals Off, Baby (1970)
- Mirror Man (1971, grabado en 1967)
- The Spotlight Kid (1972)
- Clear Spot (1972)
- Unconditionally Guaranteed (1974)
- Bluejeans & Moonbeams (1974)
- Shiny Beast (Bat Chain Puller) (1978)
- Doc at the Radar Station (1980)
- Ice Cream for Crow (1982)
- Bat Chain Puller (2012, grabado en 1976)

### Álbumes en vivo
- Bongo Fury (1975; colaboración con Frank Zappa and The Mothers of Invention)
- London 1974 (1994)
- I'm Going to Do What I Wanna Do: Live at My Father's Place 1978 (2000)
- An Ashtray Heart (2011)

### Sencillos
- "Diddy Wah Diddy" / "Who Do You Think You're Fooling" (A&M, 1966)
- "Moonchild" / "Frying Pan" (A&M, 1966)
- "Yellow Brick Road" / "Abba Zaba" (1967)
- "Pachuco Cadáver" / "Wild Life" (exclusivo para Francia) (1970)
- "Click Clack" / "I'm Gonna Booglarize You, Baby" (1972)
- "Too Much Time" / "My Head Is My Only House Unless It Rains" (1973)
- "Upon the My-O-My" / "Magic Be" (Reino Unido) (1974)
- "Sure 'Nuff 'n Yes I Do" / "Electricity" (1978)
- "Ice Cream for Crow" / "Oceands" (1982)

### Películas
- "Some Yo Yo Stuff", de Anton Corbijn (película documental sobre Don Van Vliet) (1993)

### Libros
- Barnes, Mike (2000). Captain Beefheart (en inglés). Quartet Books. ISBN 1-84449-412-8.
- Harkleroad, Bill (1998). Lunar Notes: Zoot Horn Rollo's Captain Beefheart Experience (en inglés). Interlink Publishing. ISBN 0-946719-21-7.
- Delville, Michel y Norris, Andrew (2005). Frank Zappa, Captain Beefheart, and the Secret History of Maximalism (en inglés). Cambridge: Salt Publishing. ISBN 1-84471-059-9.
- Barnes, Mike (2004). Frank Zappa (en inglés). Atlantic Books. ISBN 1845340924.
- Miles, Barry (2005). Zappa: A Biography (en inglés). Grove Press.
- Chusid, Irwin (2000). Songs in the Key of Z: The Curious Universe of Outsider Music (en inglés). London: Cherry Red Books. ISBN 1-901447-11-1.

### Artículos en prensa
- McKenna, Kristina. "Crossover of a Different Color", en Los Angeles Times: 29 de julio de 1990.
- Groening, Matt: "Plastic Factory", en Mojo: diciembre de 1993.
- Rogers, John: "Captain Beefheart Gaining International Acclaim for Painting". Associated Press, 22 de junio de 1995.
- De Alonso, Adrián: "Captain Beefheart & His Magic Band: Trout Mask Replica", en Rockdelux. 200: 2001. ISSN 1138-2864

- Datos: Q312264
- Multimedia: Captain Beefheart / Q312264